# Shaane Fulton
Shaane Fulton (Nelson, 3 oktober 2000) is een Nieuw-Zeelands baanwielrenster.

## Carrière
In 2019 won Fulton haar eerste bronzen medaille op de Oceanische kampioenschappen baanwielrennen op het onderdeel 500 meter tijdrit. Een jaar later behaalde ze zilver op de sprint bij het Nieuw-Zeelandse kampioenschap op de baan. In 2021 zegevierde ze op dezelfde nationale kampioenschappen, ditmaal met drie keer goud. Niet veel later moest ze een operatie ondergaan aan haar heup wat ervoor zorgde dat ze meerdere maanden niet haar sport kon beoefenen. In 2023 was ze weer terug op professioneel niveau en won ze gelijk twee gouden medailles op nationaal niveau. In 2024 won ze zilver op de Olympische Zomerspelen 2024 op het onderdeel teamsprint die ze samen reed met Ellesse Andrews en Rebecca Petch.

## Palmares
| Jaar | NK                             | OK                                 | WK             | Overige                         |                |
| ---- | ------------------------------ | ---------------------------------- | -------------- | ------------------------------- | -------------- |
| 2019 |                                | tijdrit 500m                       |                |                                 |                |
| 2020 | sprint                         |                                    |                |                                 |                |
| 2021 | keirin · sprint · tijdrit 500m |                                    |                |                                 |                |
| 2022 | Geen deelnames                 | Geen deelnames                     | Geen deelnames | Geen deelnames                  | Geen deelnames |
| 2023 | keirin · sprint                |                                    |                |                                 |                |
| 2024 | sprint · tijdrit 500m          | sprint · teamsprint · tijdrit 500m |                | Olympische Spelen: · teamsprint |                |